# جيم تريسي
جيم تريسي (بالإنجليزية: Jim Tracy)‏ هو سياسي أمريكي، ولد في 9 أكتوبر 1956. حزبياً، نشط في الحزب الجمهوري. وقد انتخب عضو مجلس ولاية تينيسي.

## وصلات خارجية
- الموقع الرسمي